# Rianodin
A rianodin (vagy ryanodine) egy mérgező  alkaloid amit a Dél-Amerikában honos  Ryania speciosa növényfaj termel.
A vegyület a rianodin-receptor antagonistája. A receptorok a vázizmokban és a szívizomban előforduló kalcium ioncsatornákat alkotják. 
Olyan nagy affinitással kötődik az ioncsatorna receptorhoz, hogy az erről kapta a nevét.
A rianodin hatására kiáramlik a kalcium a szarkoplazmatikus retikulum raktáraiból és erős ionotróp izomösszehúzódást okoz.